# Karl Wilhelm von Kupffer
Karl Wilhelm von Kupffer (né le 14 novembre 1829 à Lestene - mort le 16 décembre 1902 à Munich) est un anatomiste germano-balte connu pour avoir découvert en 1876 la cellule qui porte son nom.

## Carrière académique
Karl Wilhelm von Kupffer est le fils aîné du pasteur Karl Hermann Kupffer (1797-1860). Durant son enfant il apprend notamment à lire et à écrire avec sa mère et prend des leçons de français deux fois par semaine.
En 1854, il obtient son doctorat de médecine à l'université de Tartu où il exerce ensuite comme assistant du physiologiste Friedrich Heinrich Bidder (de) (1810 - 1894). En 1856 - 1857 il part pour un voyage d'étude qui le conduit à Vienne, Berlin et Göttingen et lui permet d'étudier la physiologie auprès de Emil du Bois-Reymond (1818-1896) et Johannes Peter Müller (1801-1858). Il retourne ensuite à Tartu où il devient professeur.
En 1866 il obtient la chaire professorale d'anatomie de l'université de Kiel. Il exerce ensuite le même poste à partir de 1875 à l'université de Königsberg puis à l'université de Munich de 1880 jusqu'à sa retraite en 1901.

## Travaux scientifiques
Kupffer est reconnu pour ses travaux dans les domaines de la neuroanatomie et de l’embryologie. Il a conduit des études sur le développement du cerveau, de la rate, du pancréas et des reins ainsi que sur l’innervation des glandes exocrines. Kupffer a également fait des recherches sur la différenciation du mésoderme.
En tant qu'assistant de Bidder à Tartu, Kupffer a étudié les structures du système nerveux central. Il a également eu l'occasion d'examiner le crâne du philosophe Emmanuel Kant à Königsberg.
C'est en essayant de mettre en évidence des fibres nerveuses dans le foie à l'aide de chlorure d'or qu'il découvre fortuitement en 1876 les cellules de Kupffer avec leur forme étoilée,. Kupffer rattache initialement celles-ci à l'adventice vasculaire. Peu après le pathologiste polonais Tadeusz Browicz montre leur appartenance au groupe des macrophages.